# 田原陶兵衛
田原 陶兵衛（十二代）（たはら とうべえ（じゅうにだい）、1925年（大正14年）6月19日 - 1991年（平成3年）9月27日）は、日本の陶芸家。萩焼の第一人者。

## 略歴
1925年6月19日、山口県長門市に生まれる。1944年、旧制山口高等学校在学中に召集を受けて満州に渡る。1945年、シベリアに抑留され、1948年に復員。復員後は長兄の11代田原陶兵衛に師事。1956年、長兄の急逝により12代陶兵衛を襲名する。
1969年、第16回日本伝統工芸展に「萩茶碗」を初出品。翌年、日本工芸会正会員となり、1981年から1988年まで同会理事を務める。1981年、山口県指定無形文化財萩焼保持者に認定される。1985年、中国文化賞受賞。
陶器の器としての機能と、鑑賞対象としての美的価値の両立を目指し、茶道具を中心に制作した。作風としては、古味を帯びた形状や「陶兵衛粉引き」と呼ばれる化粧掛けが特徴である。江戸期の釉薬を再現すべく研究を続けていた。

## 系譜
田原家は赤川助左衛門の系統を引く深川御用窯（深川萩）の陶芸一族としての名跡。1866年（慶応2年）8代赤川喜代蔵の時に嫡男謙治が赤川性から田原姓に改姓。十二代田原陶兵衛は独自の高麗朝鮮陶器の研究、茶道への造詣を深め茶陶中心に発表した。田原陶兵衛は田原家当主が代々襲名し現在に至る。現在『田原陶兵衛』の名跡は13代である。
系譜
- 初代 赤川助左衛門
- 2代 赤川三左衛門
- 3代 赤川忠兵衛
- 4代 赤川佐々エ門（佐兵衛、左々ヱ門）
- 5代 赤川忠兵衛（喜右衛門）
- 6代 赤川喜右衛門
- 7代 赤川忠兵衛
- 8代 赤川喜代蔵(光高）置物細工に秀ず青年時代より蘭学に志し医薬にもくわしく、木戸孝允等幕末藩士と親交あり。
- 9代 田原陶兵衛(謙治) - 1934年 (昭和9年没)　幕末、喜代蔵の嫡男謙治が田原姓を名乗り田原陶兵衛を称する。
- 10代 田原高麗陶兵衛(守雄) 1880年（明治13年）- 1939年（昭和14年）
- 11代 田原高麗陶兵衛(忠太郎) 1956年（昭和31年没)　十代陶兵衛の長男。1943年（昭和18年）技術保存窯指定。
- 12代 田原陶兵衛 1925年（大正14年）- 1991年（平成3年）。十代の二男。1956年(昭和31年)12代田原陶兵衛を襲名。
- 13代 田原陶兵衛 1951年（昭和26年）- 現在当主。十二代の長男。中里重利に師事。1992年に父の死去により十三代を襲名。